# Zelenopolski
Zelenopolski - Зеленопольский (rus) és un possiólok del krai de Krasnodar, a Rússia. Es troba a les terres baixes de Kuban-Azov, al nord de l'embassament de Krasnodar del riu Kuban, a 18 km al nord-est de Krasnodar, la capital.
Pertany al municipi de Pàixkovski.